# 弗里德贝格 (奥地利)
弗里德贝格（德語：Friedberg）是奥地利施蒂利亚州哈特贝格县的一个市镇。总面积25.87平方公里，总人口2584人，人口密度99.9人/平方公里（2011年）。